# Llista d'obres de ficció especulativa
Açò és una llista d'obres de ficció especulativa, l'argument de les quals està situat en un futur hipotètic, generalment de ciència-ficció i classificable com a utòpic, distòpic o postapocalíptic, entre més subgèneres; a més, sovint tracten temes comuns com l'exploració espacial, la intel·ligència artificial (IA), la parapsicologia, els superpoders o el viatge en el temps; l'estètica cyberpunk també és un leitmotiv d'estes obres.
Les obres que mostren un futur ja passat en l'actualitat —com, verbigràcia, 1984— apareixen en gris; les que encara són vigents (del 2025 en avant), en blanc. No s'inclouen obres d'ucronia o del subgènere steampunk que narren un passat o un present divergent del real, com tampoc obres de fantasia sense un temps definit (Star Wars).
| P    | Títol                                    | Mitjà               | Gènere               | Temes                                                                | T    | Encerts                                                      |
| ---- | ---------------------------------------- | ------------------- | -------------------- | -------------------------------------------------------------------- | ---- | ------------------------------------------------------------ |
| 1898 | La guerra dels mons                      | novel·la            | bèl·lic              | vida alienígena                                                      | 1900 | armes làser i químiques                                      |
| 1921 | R.U.R. (Rossum's Universal Robots)       | obra teatral        | intriga industrial   | intel·ligència artificial, robòtica                                  | 1955 | robot industrial                                             |
| 1927 | Metropolis                               | llargmetratge       | intriga industrial   | intel·ligència artificial, robòtica                                  | 2026 | androide                                                     |
| 1933 | The Shape of Things to Come              | novel·la            | bèl·lic              | distopia, guerra total, post apocalipsi                              | 2017 | dictadura, Segona Guerra Mundial                             |
| 1940 | Robbie                                   | relat curt          | intriga              | intel·ligència artificial                                            | 1982 | domòtica                                                     |
| 1949 | 1984                                     | novel·la            | intriga política     | distopia                                                             | 1984 |                                                              |
| 1966 | Fahrenheit 451                           | llargmetratge       | intriga política     | distopia, censura                                                    | 2010 |                                                              |
| 1966 | Star Trek                                | telesèrie           | aventura             | bèl·lic, exploració espacial, intriga política, viatge espaitemporal | 2269 |                                                              |
| 1968 | 2001: una odissea de l'espai             | llargmetratge       | intriga psicològica  | espacial, IA                                                         | 2001 | periodisme digital                                           |
| 1981 | Escape from New York                     | llargmetratge       | bèl·lic              | crim, distopia, presó                                                | 1997 |                                                              |
| 1982 | Blade Runner                             | llargmetratge       | intriga psicològica  | distopia, IA                                                         | 2019 |                                                              |
| 1988 | Akira                                    | llarg animat        | intriga paranormal   | postapocalipsi                                                       | 2019 | Tòquio 2020                                                  |
| 1995 | Ghost in the Shell                       | llarg animat        | policíac             | cíborg, IA                                                           | 2029 |                                                              |
| 1999 | Matrix                                   | llargmetratge       | bèl·lic              | distopia, postapocalipsi                                             | 2199 |                                                              |
| 1975 | Rollerball                               | llargmetratge       | intriga corporativa  | deport violent                                                       | 2018 |                                                              |
| 2005 | Trauma Center: Under the Knife           | videojoc (DS)       | intriga mèdica       | pandèmia                                                             | 2018 |                                                              |
| 2006 | Trauma Center: Second Opinion            | videojoc (Wii)      | intriga mèdica       | pandèmia                                                             | 2018 |                                                              |
| 1982 | Akira                                    | còmics (manga)      | intriga paranormal   | postapocalipsi                                                       | 2019 |                                                              |
| 1987 | Perseguit                                | llargmetratge       | intriga policíaca    | deport violent, distopia                                             | 2019 |                                                              |
| 2007 | Trauma Center: New Blood                 | videojoc (Wii)      | intriga mèdica       | pandèmia                                                             | 2028 | cura del càncer i la SIDA?                                   |
| 2003 | Asutoro Bōi: Tetsuwan Atomu              | sèrie animada       | aventura             | IA, meca                                                             | 2034 | vehicle autònom?                                             |
| 2003 | Castlevania: Aria of Sorrow              | videojoc (GBA)      | fantasia             | màgia, monstres, morts vivents                                       | 2035 |                                                              |
| 2005 | Castlevania: Dawn of Sorrow              | videojoc (DS)       | fantasia             | màgia, monstres, morts vivents                                       | 2036 |                                                              |
| 2000 | But'n'Ben A-Go-Go                        | novel·la            | sàtira política      | canvi climàtic, pandèmia                                             | 2090 |                                                              |
| 1889 | Anno Domini 2000                         | novel·la            | bèl·lic, política    | feminisme, utopia                                                    | 2000 | Irlanda, sufragi femení                                      |
| 1936 | La vida futura                           | llargmetratge       | bèl·lic              | distopia, guerra total, post apocalipsi                              | 1970 | dictadura, Segona Guerra Mundial                             |
| 1953 | La guerra dels mons                      | llargmetratge       | bèl·lic              | vida alienígena                                                      | 1954 | armes làser i químiques                                      |
| 2005 | La guerra dels mons                      | llargmetratge       | bèl·lic              | vida alienígena                                                      | 1954 | armes làser i químiques                                      |
| 1920 | The Golden Book of Springfield           | novel·la            | bèl·lic, religió     | mística, ovnis, utopia                                               | 2018 |                                                              |
| 1952 | Tetsuwan Atomu                           | còmics (manga)      | aventura             | IA, meca                                                             | 2003 |                                                              |
| 1952 | 1. April 2000                            | llargmetratge       | sàtira política      | distopia, pau mundial                                                | 2000 | independència d'Àustria                                      |
| 1953 | La fi de la infantesa                    | novel·la            | intriga política     | invasió alienígena, utopia, viatge espacial                          | 2000 |                                                              |
| 1953 | 1984                                     | telefilm            | intriga política     | distopia                                                             | 1984 |                                                              |
| 1953 | Fahrenheit 451                           | novel·la            | intriga política     | distopia, censura                                                    | 1960 | intrauricular, pantalla plana, televisió digital, transfusió |
| 1954 | 1984                                     | telefilm            | intriga política     | distopia                                                             | 1984 |                                                              |
| 1954 | 1984                                     | llargmetratge       | intriga política     | distopia                                                             | 1984 |                                                              |
| 1954 | Sóc llegenda                             | novel·la            | intriga mèdica       | pandèmia, vampirisme                                                 | 1978 |                                                              |
| 1964 | The Last Man on Earth                    | llargmetratge       | intriga mèdica       | pandèmia, vampirisme                                                 | 1968 |                                                              |
| 1971 | L'home omega                             | llargmetratge       | intriga mèdica       | pandèmia, vampirisme                                                 | 1977 |                                                              |
| 2007 | Sóc llegenda                             | llargmetratge       | intriga mèdica       | pandèmia, vampirisme                                                 | 2012 |                                                              |
| 1957 | El Eternauta                             | còmics              | bèl·lic              | invasió alienígena, viatge t.                                        | 1963 |                                                              |
| 1961 | Die dritte Macht                         | novel·les           | space opera          | àliens, exploració espacial                                          | 1975 |                                                              |
| 1963 | Astroboy                                 | sèrie animada       | aventura             | IA, meca                                                             | 2000 |                                                              |
| 1969 | Ubik                                     | novel·la            | intriga corporativa  | colonització lunar, criogènia, psiònic                               | 1992 |                                                              |
| 1970 | Crimes of the Future                     | llargmetratge       | gore                 | distopia, sexe                                                       | 1997 |                                                              |
| 1970 | L'any del sol tranquil                   | novel·la            | bèl·lic              | bomba nuclear, disturbis, racisme, viatge t.                         | 2000 |                                                              |
| 1971 | Action Comics núms. 396 i 397            | còmics (DC)         | fantasia             | escalfament global                                                   | 1990 | cotxe volador                                                |
| 1972 | Conquest of the Planet of the Apes       | llargmetratge       |                      |                                                                      | 1991 |                                                              |
| 1973 | Battle for the Planet of the Apes        | llargmetratge       |                      |                                                                      | 2001 |                                                              |
| 1975 | La cursa de la mort                      | llargmetratge       | competició           | carreres de cotxes                                                   | 2000 | col·lapse econòmic dels EUA del 1979                         |
| 1977 | Judge Dredd                              | còmics (2000 AD)    | bèl·lic              | distopia, estat policial, post apocalipsi                            | 2099 | vigilància massiva                                           |
| 1977 | Space Pirate Captain Harlock             | còmics (manga)      | bèl·lic              | distopia, invasió, space opera                                       | 2977 |                                                              |
| 1978 | El Capità Harlock                        | sèrie animada       | bèl·lic              | distopia, invasió, space opera                                       | 2977 |                                                              |
| 1982 | L'Arcàdia de la meva joventut            | llarg animat        | bèl·lic              | distopia, invasió, space opera                                       | 2960 |                                                              |
| 1982 | Waga Seishun No Arcadia: Mugen Kido SSX  | sèrie animada       | bèl·lic              | distopia, invasió, space opera                                       | 2960 |                                                              |
| 1995 | Death Race 2020                          | còmic               | competició           | carreres de cotxes                                                   | 2020 |                                                              |
| 2008 | Death Race                               | llargmetratge       | competició           | carreres de cotxes                                                   | 2012 |                                                              |
| 2017 | Death Race 2050                          | llargmetratge       | competició           | carreres de cotxes                                                   | 2050 |                                                              |
| 1976 | 2112                                     | suite musical       | intriga política     | distopia, música                                                     | 2112 |                                                              |
| 1976 | El món del futur                         | llargmetratge       | intriga              | cíborgs, clonació,                                                   | 1985 |                                                              |
| 1978 | 1985                                     | novel·la            | sàtira política      | distopia, sindicalisme                                               | 1985 |                                                              |
| 1981 | Hyaku Jūō Goraion                        | sèrie animada       | space opera          | super robot                                                          | 1999 |                                                              |
| 1981 | Uncanny X-Men núms. 141 i 142            | còmics (Marvel)     | aventura             | distopia, meca, mutant, viatge temporal                              | 2013 |                                                              |
| 1982 | Macross                                  | sèrie animada       | space opera          | meca                                                                 | 2009 |                                                              |
| 1984 | Macross: ai oboete imasu ka?             | llarg animat        | space opera          | meca                                                                 | 2012 |                                                              |
| 1987 | Macross Flashback 2012                   | llarg animat        | space opera          | meca                                                                 | 2012 |                                                              |
| 1992 | Macross II: Lovers Again                 | sèrie animada       | space opera          | meca                                                                 | 2089 |                                                              |
| 1994 | Macross 7                                | sèrie animada       | space opera          | meca                                                                 | 2044 |                                                              |
| 1994 | Macross Plus                             | sèrie animada       | space opera          | meca                                                                 | 2039 |                                                              |
| 2002 | Macross Zero                             | sèrie animada       | space opera          | meca                                                                 | 2008 |                                                              |
| 2008 | Macross Frontier                         | sèrie animada       | space opera          | meca                                                                 | 2059 |                                                              |
|      | Alien                                    | llargmetratge       | intriga corporativa  | alienígena                                                           | 2122 |                                                              |
|      | Aliens                                   | llargmetratge       | intriga corporativa  | alienígena                                                           | 2179 |                                                              |
|      | Alien 3                                  | llargmetratge       | intriga corporativa  | alienígena                                                           | 2179 |                                                              |
|      | Alien: Resurrection                      | llargmetratge       | intriga corporativa  | alienígena                                                           | 2381 |                                                              |
|      | Prometheus                               | llargmetratge       | intriga corporativa  | alienígena                                                           | 2093 |                                                              |
|      | Alien:Covenant                           | llargmetratge       | intriga corporativa  | alienígena                                                           | 2104 |                                                              |
|      | Alien: Romulus                           | llargmetratge       | intriga corporativa  | alienígena                                                           | 2142 |                                                              |
|      | Alien: Earth                             | telesèrie           | intriga corporativa  | alienígena                                                           | 2120 |                                                              |
| 1982 | V for Vendetta                           | còmic (DC)          | intriga política     | distopia, estat policial                                             | 1998 |                                                              |
| 2005 | V de Vendetta                            | llargmetratge       | intriga política     | distopia, estat policial                                             | 2026 |                                                              |
| 1982 | 2010: Odyssey Two                        | novel·la            | space opera          | carrera espacial, IA                                                 | 2010 |                                                              |
| 1982 | Camelot 3000                             | còmic (DC)          | fantasia             | alienígena, cicle arturià, LGTB                                      | 3000 |                                                              |
| 1984 | 2010                                     | llargmetratge       | space opera          | carrera espacial, guerra freda, IA                                   | 2010 | Olimpíada d'estiu de 2008                                    |
| 1983 | Hokuto no ken (北斗の拳)                 | còmic (manga)       | lluita               | distopia, postapocalipsi                                             | 1990 |                                                              |
| 1984 | 1984                                     | llargmetratge       | intriga política     | distopia                                                             | 1984 |                                                              |
| 1984 | Machine Man (vol. 2)                     | còmics (Marvel)     | intriga corporativa  | cíborg, distopia, IA                                                 | 2020 |                                                              |
| 1984 | Terminator                               | llargmetratge       | policíac             | cyborg, post apocalipsi, viatge en el temps                          | 2029 |                                                              |
| 1984 | Trama                                    | telefilm (BBC)      | fals documental      | hivern nuclear, post apocalipsi                                      | 2003 |                                                              |
| 1984 | Warday                                   | novel·la            | bèl·lic              | hivern nuclear, post apocalipsi                                      | 1993 |                                                              |
| 1985 | El conte de la serventa                  | novel·la            | intriga política     | distopia, feminisme                                                  | 2005 |                                                              |
| 1986 | Els Guardians de la Galàxia              | sèrie animada       | aventura             | alienígenes, cíborg, colonització espacial                           | 2086 |                                                              |
| 1986 | The Transformers: The Movie              | llarg animat        | bèl·lic              | apocalipsi, meca, utopia                                             | 2005 |                                                              |
| 1988 | The Transformers                         | còmics (Marvel)     | bèl·lic              | meca, viatge temporal                                                | 2006 |                                                              |
| 1987 | Les torres de l'oblit                    | novel·la            | intriga              | desglaç, distopia                                                    | 2000 |                                                              |
| 1987 | Metal Gear                               | videojoc (NES)      |                      |                                                                      | 1995 |                                                              |
| 1987 | The Ninja Warriors                       | videojoc            | bèl·lic              | cíborg, distopia, ninja                                              | 1993 |                                                              |
| 1987 | Bubblegum Crisis                         | sèrie animada       | policíac             | cíborg, cyberpunk, exoesquelet                                       | 2032 |                                                              |
| 1987 | Star Trek: La nova generació             | telesèrie           | aventura             | bèl·lic, exploració espacial, intriga política, viatge espaitemporal | 2367 |                                                              |
| 1988 | Alien Nation                             | pel·lícula          | policíac             | distopia, invasió alienígena, racisme                                | 1991 |                                                              |
| 1989 | Alien Nation                             | telesèrie           | policíac             | distopia, invasió alienígena, racisme                                | 1995 |                                                              |
| 1989 | Moto Roader(モトローダー)                | videojoc (PC-E)     | carreres             | cyberpunk, distopia, IA                                              | 2015 |                                                              |
| 1989 | Electrocop                               | videojoc (Lynx)     | bèl·lic              | distopia, robot                                                      | 2069 |                                                              |
| 1990 | Robo-Squash                              | videojoc (Lynx)     | bèl·lic              | federació planetària                                                 | 2810 |                                                              |
| 1990 | Curs del '99                             | llargmetratge       | terror               | distopia, intel·ligència artificial                                  | 1999 |                                                              |
| 1990 | Down Load(ダウンロード)                  | videojoc (PC-E)     | bèl·lic              | cyberpunk, distopia, invasió alienígena                              | 2099 |                                                              |
| 1992 | Marvel 2099                              | còmics (Marvel)     | èpic                 | apocalipsi, corporativisme, distopia                                 | 3099 |                                                              |
| 1992 | Spider-man 2099                          | còmics (Marvel)     | èpic                 | corporativisme, distopia                                             | 2099 |                                                              |
| 1992 | Gley Lancer (グレイ ランサー)            | videojoc (MD)       | bèl·lic              | conquesta espacial                                                   | 2025 |                                                              |
| 1994 | La màquina de la mort                    | llargmetratge       | intriga corporativa  | cyberpunk, ecoterrorisme, venjança                                   | 2003 |                                                              |
| 1994 | Class of 1999 II: The Substitute         | llargmetratge       | intriga              | distopia, intel·ligència artificial                                  | 2001 |                                                              |
| 1989 | Retorn al futur 2                        | llargmetratge       | comèdia fantàstica   | ucronia, viatge t.                                                   | 2015 | Google Glass, signatura digital                              |
| 1990 | Assault Suit Leynos                      | videojoc (div.)     | bèl·lic              | colonització espacial, intriga política                              | 2201 |                                                              |
| 1990 | Metal Gear 2: Solid Snake                | videojoc (MSX)      |                      |                                                                      | 1999 | Edward Snowden                                               |
| 1990 | Desafiament total                        | llargmetratge       | intriga psicòlògica  | colonització de Mart, control mental, mutant                         | 2084 |                                                              |
| 1990 | Street Fighter 2010: The Final Fight     | videojoc (NES)      | bèl·lic              | cíborg, distopia                                                     | 2010 |                                                              |
| 1990 | Predator 2                               | llargmetratge       | intriga policial     | alienígena                                                           | 1997 |                                                              |
| 1991 | Aldynes                                  | videojoc (PC-E)     | bèl·lic              | guerra interplanetària                                               | 2020 |                                                              |
| 1991 | Dos homes durs                           | llargmetratge       | policial             | droga, màfia, motards                                                | 1996 | Crystal                                                      |
| 1991 | Terminator 2                             | llargmetratge       | intriga              | cyborg, IA, viatge en el temps                                       | 1995 |                                                              |
| 1991 | Captain Commando                         | videojoc (CPS)      | policial             | cíborg, distopia, meca, ninja                                        | 2026 |                                                              |
| 1992 | 'X                                       | còmics (manga)      | fantasia             | apocalipsi, màgia, religió                                           | 1999 |                                                              |
| 1992 | Super Probotector: Alien Rebels          | videojoc (SNES)     | bèl·lic              | cíborg, invasió alienígena, postapocalipsi                           | 2636 |                                                              |
| 1993 | Parable of the Sower                     | novel·la            | intriga coorporativa | canvi climàtic, postapocalipsi                                       | 2027 | incendi de Los Angeles, segon mandat de Trump                |
| 1993 | Acción mutante                           | llargmetratge       | space opera          | cyberpunk, discapacitat, distòpia                                    | 2012 |                                                              |
| 1993 | "The Front"                              | sèrie animada       | humor                | distòpia                                                             | 2024 |                                                              |
| 1993 | L'ocult 2                                | llargmetratge       | terror               | alienígena                                                           | 2002 |                                                              |
| 1993 | Cyborg 2                                 | llargmetratge       | bèl·lic              | cíborg                                                               | 2074 |                                                              |
| 1993 | Bishin densetsu Zoku                     | videojoc (SFam)     | bèl·lic              | postapocalipsi                                                       | 2020 |                                                              |
| 1994 | Rise of the Robots                       | videojoc (div.)     | intriga corporativa  | cíborg                                                               | 2043 |                                                              |
| 1994 | The Firemen                              | videojoc (SNES)     | intriga?             | distopia                                                             | 2010 |                                                              |
| 1995 | Johnny Mnemonic                          | llargmetratge       | policíac             | cíborg, distopia, IA, megacorporació                                 | 2021 | implant cerebral                                             |
| 1995 | 12 Monkeys                               | llargmetratge       | intriga psicològica  | pandèmia, viatge temporal                                            | 2035 |                                                              |
| 1995 | The Terminator: Future Shock             | videojoc (DOS)      | bèl·lic              | cyborg, IA, viatge en el temps                                       | 2015 |                                                              |
| 1995 | Neon Genesis Evangelion                  | sèrie animada       | intriga paranormal   | kaiju, meca, postapocalipsi                                          | 2015 |                                                              |
| 1995 | New Dominion Tank Police                 | sèrie animada       | intriga policial     | distopia                                                             | 2010 |                                                              |
| 1996 | Adrenalina                               | llargmetratge       | intriga              | pandèmia                                                             | 2007 |                                                              |
| 1996 | Duke Nukem 3D                            | videojoc (PC)       | bèl·lic              | erotisme, invasió alienígena                                         | 2007 |                                                              |
| 1996 | Barb Wire                                | llargmetratge       | policíac             | distopia, erotisme                                                   | 2017 |                                                              |
| 1997 | Excalibur 2555 AD                        | videojoc (PSX, PC)  | fantasia             | cicle arturià, viatge temporal                                       | 2555 |                                                              |
| 1996 | Tobal No. 1                              | videojoc (PSX)      | fantasia             | àlien, cíborg, lluita, mutant                                        | 2048 |                                                              |
| 1997 | Neon Genesis Evangelion: la fi           | llarg animat        | intriga paranormal   | kaiju, meca, postapocalipsi                                          | 2015 |                                                              |
| 1965 | Lost in Space                            | telesèrie (CBS)     | fantasia             | exploració espacial, IA, sobrepoblació                               | 1997 |                                                              |
| 1998 | Perduts en l'espai                       | llargmetratge       | aventura             | exploració espacial, IA, sobrepoblació, viatge t.                    | 2058 |                                                              |
| 2018 | Lost in Space                            | telesèrie (Netflix) | fantasia             | exploració espacial, IA, sobrepoblació                               | 2048 |                                                              |
| 1998 | Metal Gear Solid                         | videojoc (PSX)      | espionatge           |                                                                      | 2005 |                                                              |
| 1999 | Batman Beyond                            | sèrie animada       | superheroic          | cibercrim, distopia                                                  | 2039 |                                                              |
| 1999 | 20th Century Boys                        | còmics (manga)      | intriga psicològica  | distopia                                                             | 2015 |                                                              |
| 1999 | Grand Theft Auto 2                       | videojoc (div.)     | policíac             | delinqüència, màfia, prostitució                                     | 2013 |                                                              |
| 1999 | Star Trek: Voyager (episodi "11:59")     | telesèrie           | aventures            | exploració espacial, viatge t.                                       | 2012 | efecte 2000                                                  |
| 2000 | Perfect Dark                             | videojoc (N64)      | bèl·lic              | alienígena, intriga corporativa                                      | 2023 |                                                              |
| 2000 | Sin and Punishment                       | videojoc (N64)      | bèl·lic              | enginyeria genètica, fam mundial                                     | 2007 |                                                              |
| 2002 | Rollerball                               | llargmetratge       | intriga corporativa  | deport violent                                                       | 2005 |                                                              |
| 2001 | Metal Gear Solid 2: Sons of Liberty      | videojoc (PS2)      | espionatge           |                                                                      | 2009 | revelacions sobre la vigilància global (2013-actualitat)     |
| 2001 | Superboy's Legion                        | còmics (DC)         | aventura             | hibernació, postapocalipsi                                           | 3001 |                                                              |
| 2002 | Sword Art Online                         | novel·les           | bèl·lic              | realitat virtual, videojoc                                           | 2022 |                                                              |
| 2002 | 2009 Lost Memories                       | llargmetratge       | bèl·lic              | distopia, viatge temporal                                            | 2009 |                                                              |
| 2002 | Glove on Fight (グローブオンファイト)    | videojoc            | lluita               |                                                                      | 2015 |                                                              |
| 2005 | 1984                                     | òpera               | intriga política     | distopia                                                             | 1984 |                                                              |
| 2005 | Shattered Union                          | videojoc (div.)     | bèl·lic              | eleccions, guerra civil                                              | 2014 |                                                              |
| 2006 | Batman: Year 100                         | còmic (DC)          | policíac             |                                                                      | 2039 |                                                              |
| 2006 | Bullet Witch                             | videojoc (X360)     | fantasia             | monstres, postapocalipsi                                             | 2013 |                                                              |
| 2007 | Evangelion: 1.0 You Are (Not) Alone      | llarg animat        | intriga paranormal   | kaiju, meca, postapocalipsi                                          | 2015 |                                                              |
| 2007 | Sunshine                                 | llargmetratge       |                      |                                                                      | 2057 |                                                              |
| 2007 | Year Zero                                | àlbum musical       | intriga política     | distopia, fonamentalisme, viatge al passat                           | 2022 |                                                              |
| 2007 | Action Comics núms. 858 a 863            | còmics (DC)         | aventures            | cíborg, transport interplanetari, viatge temporal                    | 3008 |                                                              |
| 2007 | Assassin's Creed                         | videojoc (div.)     |                      |                                                                      | 2012 |                                                              |
| 2009 | Assassin's Creed II                      | videojoc (div.)     |                      |                                                                      | 2012 |                                                              |
| 2009 | Anys de prosperitat                      | novel·la            | intriga política     | distopia                                                             | 2013 |                                                              |
| 2009 | Evangelion: 2.0 You Can (Not) Advance    | llarg animat        | intriga paranormal   | kaiju, meca, postapocalipsi                                          | 2015 |                                                              |
| 2008 | Metal Gear Solid 4: Guns of the Patriots | videojoc (PS4)      | espionatge           |                                                                      | 2014 |                                                              |
| 2009 | 1984                                     | teatre              | intriga política     | distopia                                                             | 1984 |                                                              |
| 2009 | Astro Boy                                | llarg animat        | aventura             | IA, meca                                                             |      |                                                              |
| 2006 | Battlefield 2142                         | videojoc (div.)     | bèl·lic              | edat glacial                                                         | 2142 |                                                              |
| 2007 | Call of Duty 4: Modern Warfare           | videojoc (div.)     | bèl·lic              |                                                                      | 2011 |                                                              |
| 2009 | Call of Duty: Modern Warfare 2           | videojoc (div.)     | bèl·lic              |                                                                      | 2016 |                                                              |
| 2010 | El llibre d'Eli                          | llargmetratge       | aventura             | distòpia                                                             | 2043 |                                                              |
| 2011 | Call of Duty: Modern Warfare 3           | videojoc (div.)     | bèl·lic              |                                                                      | 2017 |                                                              |
| 2011 | Battlefield 3                            | videojoc (div.)     | bèl·lic              |                                                                      | 2014 |                                                              |
| 2011 | Ready Player One                         | novel·la            | aventura             | distòpia, realitat virtual                                           | 2044 |                                                              |
| 2018 | Ready Player One                         | llargmetratge       | aventura             | distòpia, realitat virtual                                           | 2045 |                                                              |
| 2012 | Evangelion: 3.0 You Can (Not) Redo       | llarg animat        | intriga paranormal   | kaiju, meca, postapocalipsi                                          | 2015 |                                                              |
| 2012 | L'atles dels núvols                      | llargmetratge       | saga èpica           | distopia, postapocalipsi, reencarnació                               | 2321 |                                                              |
| 2013 | The Last of Us                           | videojoc (PS3)      | intriga política     | distopia, plaga                                                      | 2033 |                                                              |
| 2020 | The Last of Us Part II                   | videojoc (PS4)      | intriga política     | distopia, plaga                                                      | 2038 |                                                              |
| 2013 | Elysium                                  | llargmetratge       | intriga política     | cyborg, distopia, lluita de classes                                  | 2154 |                                                              |
| 2014 | Trials Fusion                            | videojoc (div.)     | aventura             | IA, invasió alienígena                                               | 2042 |                                                              |
| 2014 | 1984                                     | còmics (manga)      | intriga política     | distopia                                                             | 1984 |                                                              |
| 2014 | Metal Gear Rising: Revengeance           | videojoc (div.)     | espionatge           |                                                                      | 2018 |                                                              |
| 1990 | GUNNM                                    | còmics (manga)      | bèl·lic              | cyberpunk, distopia, postapocalipsi                                  | 2546 |                                                              |
| 1998 | Gunnm: Martian Memory                    | videojoc (PS1)      | bèl·lic              | cyberpunk, distopia, postapocalipsi                                  |      |                                                              |
| 2000 | Gunnm: Last Order                        | còmics (manga)      | space opera          | cyberpunk, colonització espacial, utopia                             | 2547 |                                                              |
| 2013 | Trencaneu                                | llargmetratge       | intriga              | distopia, lluita de classes, postapocalipsi                          | 2031 |                                                              |
| 2013 | Gatchaman (ガッチャマン)                 | llargmetratge       | bèl·lic              | distopia, invasió alienígena, superheroic                            | 2050 |                                                              |
| 2014 | Gunnm: Mars Chronicle                    | còmics (manga)      | space opera          | cyberpunk, colonització espacial, utopia                             | 2550 |                                                              |
| 2014 | Al límit de l'endemà                     | llargmetratge       | bèl·lic              | distopia, invasió alienígena                                         | 2020 |                                                              |
| 2015 | Terminator Genisys                       | llargmetratge       | bèl·lic              | IA, post apocalíptic, viatge en el temps                             | 2027 |                                                              |
| 2019 | Alita: Battle Angel                      | llargmetratge       | fantasia             | cyberpunk, distopia, postapocalipsi                                  | 2563 |                                                              |
| 1987 | RoboCop                                  | llargmetratge       | policíac             | distopia, cyberpunk                                                  |      |                                                              |
| 1977 | A Scanner Darkly                         | novel·la            |                      |                                                                      | 1994 |                                                              |
| 2006 | A Scanner Darkly                         | llargmetratge       |                      |                                                                      |      |                                                              |
| 2017 | Blade Runner 2049                        | llargmetratge       | intriga psicològica  | distopia, IA                                                         | 2049 |                                                              |
| 2020 | Cyberpunk 2077                           | videojoc            | policíac             | distopia, cyberpunk                                                  | 2077 |                                                              |

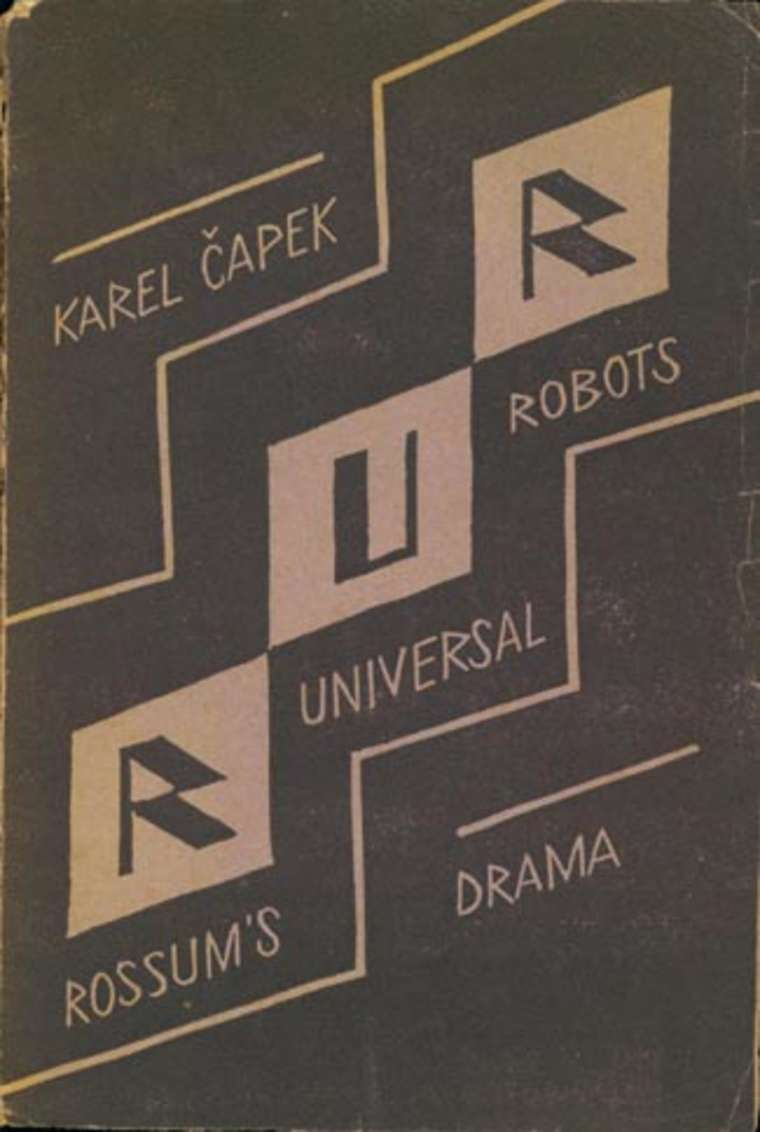
1955 distòpic
1977 pandèmic
1985 cibernètic
1991 alienígena
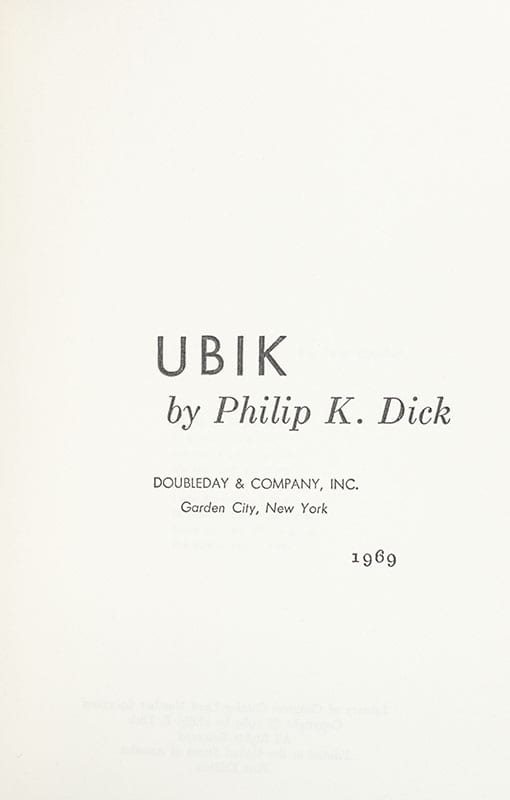
1992 distòpic
1997 alienígena
2000 distòpic
2002 terrorífic
2010 espacial
2012 pandèmic
2017 post-bèl·lic
2018 distòpic
2019 post-apocalíptic
2019 distòpic
2019 distòpic
2021 informàtic
2023 alienígena
2029 postapocalíptic
2029 cibernètic
2043 postapocalíptic
2058 interestelar
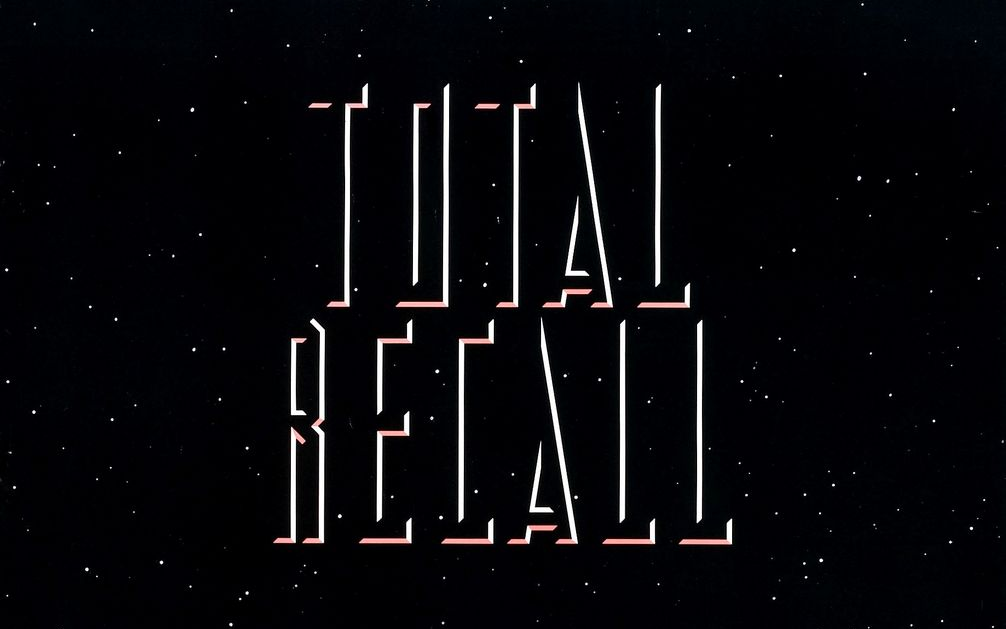
2084 marcià
2154 distòpic
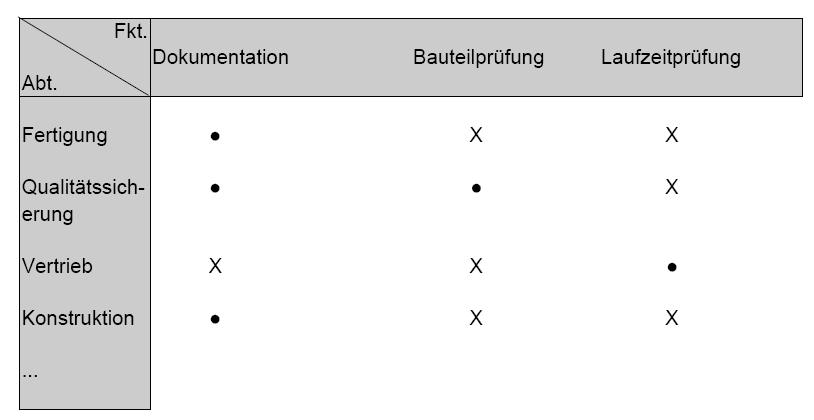
2199 distòpic
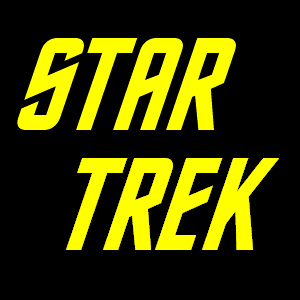
2266 espacial